# 中共中央办公厅调研室
中共中央办公厅调研室，是中共中央办公厅内设机构，负责调查研究工作。

## 沿革
1988年，中共中央办公厅机构改革。调整后设调研室、秘书局、警卫局、机要局、机要交通局、中直管理局、中央档案馆、毛主席纪念堂管理局、特别会计室、老干部局、人事局、机关党委办公室12个局级机构。1993年12月，中共中央办公厅机构改革调整后，中共中央办公厅机关设一个副部级机构（中央档案馆暨国家档案局），10个职能局：调研室、秘书局（其中法规室是副局级机构，设在秘书局）、警卫局、机要局、机要交通局、中直管理局、特别会计室、老干部局、人事局和机关党委。
调研室原先下设有政治组、统战组、科教组、宣传组、综合组。后来改设一至八组及综合调研组。

## 机构设置
- 综合调研组
- 一组
- 二组
- 三组
- 四组
- 五组
- 六组
- 七组
- 八组[3]

## 历任领导
| 主任 - 陈进玉（1987年－1993年3月） - 杨凌隆（？－1998年） - 令计划（1998年6月－2003年，1999年起为中央办公厅副主任兼） - 赵胜轩（？－2007年1月） - 卓松盛（？－2014年2月） - 孟祥锋（？－2015年4月，中央保密委员会办公室主任兼） - 唐方裕（？－2023年1月） | 副主任 - 陈福今（1986年3月－1990年12月） - 杨凌隆（1988年2月－？） - 李昌鉴（1991年－1993年，正局级） - 张锡杰（？－？） - 于维栋（？－？） - 令计划（1997年11月－1998年6月） - 朱维群（？－1998年） - 赵胜轩（？－？） - 李军（1999年5月－2003年7月，兼巡视员） - 李文广（？－？） - 夏勇（2004年5月－2005年6月） - 施芝鸿（？－2007年） - 李雪勤（？－？） - 张西明（2009年5月－2013年5月，2013年3月起为中宣部副秘书长兼） - 刘佳义（2011年1月－9月） - 鲍遂献（？－2014年） - 孟曙初（？－） |

## 各组领导
各组组长、副组长又称局长、副局长。

### 综合调研组
组长
- 杨树桢（2013年－2015年4月）[26]
- 廖万里（？－？）[27]

副组长
- 郝怀明（？－？）[28]

……
- 党晓龙（？－2013年12月，副局长级）[29]

巡视员
副巡视员
| 组长 …… - 李冰（1991年5月－1993年3月，政治组组长） - 刘德福（？－？，政治组组长） - 王仲田（？－2003年9月，政治组组长） - 高选民（？－？） - 史正江（？－？） - 丁孝文（？－2015年1月） 副组长 …… - 李建波（1995年11月－？，政治组副组长） - 王仲田（？－？，政治组副组长） …… - 邓小清（？－？） 巡视员 副巡视员 …… - 李建波（1995年11月－？，政治组副组长兼） …… - 党晓龙（2011年7月－？） | 组长 …… - 李昌鉴（1991年－1993年，调研室副主任兼统战组组长） - 朱维群（？－？，统战组组长） - 李军（1995年10月－1997年8月，统战组组长（副局级）；1997年8月－1999年5月，统战组组长（巡视员）；1999年5月－2001年4月，调研室副主任兼统战组组长（巡视员）） - 陈改户（2001年4月－2003年6月，统战组组长；2003年6月－2007年4月，二组组长） …… - 余波（2010年9月－2015年5月，副组长主持工作；2015年5月－2017年12月，组长） 副组长 …… - 李军（1993年5月－1994年10月，统战组副组长（正处级）；1994年10月－1995年10月，统战组副组长（副局级）） …… - 余波（2007年11月－2015年5月） 巡视员 …… - 李军（1999年5月－2001年4月，统战组巡视员） 副巡视员 |

| 组长 - 令计划（1995年－1996年，负责人；1996年－1997年，组长） - 刘佳义（？－？） …… 副组长 巡视员 副巡视员 | 组长 …… - 张西明（2008年10月－12月，负责人；2008年12月－2013年5月，组长） 副组长 巡视员 副巡视员 |

| 组长 - 李雪勤（？－？） - 崔少鹏（2007年11月－2008年11月） - 杨树桢（2009年4月－2013年） - 肖培（2013年1月－7月，正局长级干部；2013年7月－2014年3月，组长；2014年3月－4月，中央纪委宣传部部长兼组长；2014年4月－2015年6月，中央纪委宣传部部长兼组长（副部长级）；2015年6月－7月，监察部副部长兼中央纪委宣传部部长兼组长） - 董宏（？－） 副组长 …… - 陈国平（2001年12月－2003年9月） - 孟曙初（？－？） - 苗庆旺（？－？） 巡视员 副巡视员 | 组长 …… - 崔少鹏（2005年2月－7月，负责人；2005年7月－2007年11月，组长） - 施仁德（？－？） 副组长 …… - 史正江（？－？） - 吕书正（？－？） 巡视员 副巡视员 |

| 组长 副组长 巡视员 副巡视员 | 组长 副组长 …… - 张星（2008年9月－2013年3月） 巡视员 - 张星（2013年3月－3月） 副巡视员 - 张星（2008年7月－9月） |

| （科教组已撤销） 组长 - 于维栋（？－？，科技组组长） - 梅兴保（1995年3月－？，科教组组长） - 李建波（1998年10月－2001年3月，科教组组长） 副组长 巡视员 - 李建波（2000年1月－2001年3月，科教组组长兼） 副巡视员 | （宣传组已撤销） 组长 - 李昌鉴（？－1991年） - 朱维群（1993年9月－？，正局级） - 朱虹（？－2001年） 副组长 …… - 朱维群（？－1993年9月） - 王庚年（1994年4月－1995年10月） - 朱虹（？－？） 巡视员 副巡视员 |

### 组别待查
（以下人员所属组别待查）
局长
- 刘子忠（？－？）[52]

副局长
- 杨朝晖（？－？）[53]

巡视员
- 徐宏源（2005年12月－2009年7月）[54]
- 张勇（？－？）[55]

副巡视员
- 杨丙见（？－？）[56]